# Pedro Sánchez García
 Pedro Sánchez García  (Retuerta) (Ávila) 8 de marzo de 1930) es un Médico español, Catedrático de Farmacología de la Facultad de Medicina de la Universidad de Murcia (1971), Facultad de Medicina de Valladolid (1972) y de la Facultad de Medicina (Universidad Autónoma de Madrid) (1975), y Académico de número de la Real Academia Nacional de Medicina, Sillón nº 1 Farmacología desde 1 de diciembre de 1987.

## Biografía profesional
Estudió la carrera de medicina en Madrid, en la Antigua Facultad de Medicina de San Carlos y se licenció en la Facultad de Medicina (Universidad Complutense de Madrid) en 1954. Fue alumno interno numerario en el Hospital Provincial de Madrid al lado de Don Gregorio Marañón. Obtuvo el premio Teófilo Hernando y comenzó a colaborar en la cátedra de Farmacología y Terapéutica dirigida por Don Benigno L. Velázquez a quien siempre consideró su primer y auténtico Maestro. Se licenció (1954) y doctoró con premio extraordinario (1957). Terminada su carrera trabajó en el extranjero con becas del CSIC (Italia) y de la Fundación Juan March (Francia). A su vuelta a España fue nombrado profesor ayudante de clases prácticas de Farmacología. Fue contratado (1959) por la Fundación Rockefeller (USA) para dirigir el Departamento de Farmacología de la Facultad de Medicina de la Universidad del El Salvador. Allí enseñó, investigó y contribuyo con un selecto grupo de profesores salvadoreños y extranjeros al desarrollo de una Facultad de Medicina modélica en América que siempre recuerda. El año 1963 obtuvo una beca de los Institutos de Salud de los Estado Unidos (NIH) para trabajar en la State University of New York bajo el auspicio del Dr. Robert F. Furchgott Maestro excepcional –premio Nobel 1998, de Medicina y Fisiología- de quien aprendió nuevas y originales formas de pensar, enseñar e investigar. Allí fue nombrado Assistant Profesor (1964).
Ha dedicado su actividad farmacológica a la investigación en el sistema nervioso autónomo y aparato cardiovascular. Sus originales estudios sobre neurotransmisores (acciones, interacciones, activación de receptores, agonistas y antagonistas y en el control de los mecanismos implicados en las respuestas neurosecretoras) son internacionalmente conocidos. Sus investigaciones sobre los mecanismos de neuroprotección y los implicados en la acción de la digital y su posible repercusión clínica son clásicos. A contribuido de forma importante al desarrollo de la Farmacología Clínica en España. Desde el punto de vista docente ha introducido nuevos sistemas y modelos para la docencia y los congresos de estudiantes de medicina que se han difundido a nivel nacional e internacional.
Cuando volvió a España (1966) obtuvo la plaza de profesor adjunto de Farmacología en la Facultad de Medicina de Madrid (1967), la de profesor agregado (1969) la de Catedrático de Murcia (1971), de Valladolid (1972) y la Autónoma de Madrid, UAM (1975). En la Facultad de Medicina de la UAM ha desarrollado una labor farmacológica de excelencia con publicaciones en las revistas internacionales de mayor difusión. El departamento de Farmacología de la Facultad de Medicina de la UAM se considera en la actualidad lugar de referencia específica obligada en áreas del sistema nervioso central y periférico, aparato cardiovascular, farmacología clínica, etc. Mantiene numerosas colaboraciones a nivel nacional e internacional con facultades de medicina y departamentos de investigación de la industria farmacéutica. Ha participado activamente en numerosos comités der asesoramiento tanto a nivel de la Industria Farmacéutica como a nivel Gubernamental.
Fue médico por oposición de la Beneficencia Municipal -Casas de Socorro- (1962). Impulsor y Presidente de la Comisión Nacional de Farmacología Clínica (MIR). Presidente de la Sociedad Española de Farmacología (1996) y miembro de honor de la misma (2003), Presidente de la Fundación Teófilo Hernando (1999). Miembro fundador de la Sociedad Española de Educación Médica y de la Sociedad de Neurociencia.
Ingresó en la Real Academia Nacional de Medicina -sillón nº 1- el uno de diciembre de 1987 con el discurso “El ciclo secretor en la médula adrenal y sus implicaciones clínicas”. Es miembro de las Academias de Medicina de Ecuador, Perú y Santo Domingo, de la Academia de Ciencias de Nueva York y Miembro de Honor de la Sociedad Terapéutica Argentina y de la Institución Gran Duque de Alba (Ávila). Ha sido asesor de la OPS-OMS.
De su grupo han surgido una serie de jóvenes farmacólogos de los que muchos de ellos son ya Catedráticos, Profesores Titulares u ocupan puestos de responsabilidad en agencias gubernamentales para el control de los medicamentos o puestos de relieve en la industria farmacéutica. Entre ellos cabe citar Antonio G. García (Catedrático Madrid), Jesús Marín (q.e.p.d. Catedrático Madrid), José Francisco Horga (Catedrático Alicante), Rafael Martínez-Sierra (Catedrático Córdoba), Valentín Ceña y Carmen González (Catedráticos Albacete), Julio Benítez (Catedrático Badajoz), Jesús Frías (Catedrático Madrid), Antonio Artalejo (Catedrático Madrid), Mercedes Salaices (Catedrático Madrid)  Carmen Montiel (Catedrático Madrid) y Carlos Sánchez Ferrer (Catedrático Madrid) entre otros Ha formado parte de organizaciones internacionales y participado en numerosos congresos, symposiums y conferencias en España y en el extranjero.

## Distinciones
Premio de las Ciencias "Arturo Duperier" 2021 Diputación Provincial de Ávila

## Discípulos
Salvador Moncada